# Дрімлюга палауський
Дрімлюга палауський (Caprimulgus phalaena) — вид дрімлюгоподібних птахів родини дрімлюгових (Caprimulgidae). Ендемік Палау. Раніше вважалися підвидом великого дрімлюги.

## Поширення і екологія
Палауські дрімлюги живуть в мангрових лісах та у вологих рівнинних тропічних лісах. Живляться комахами, яких ловлять в польоті. В кладці 1-2 яйця, інкубаційний період триває 16-19 днів.

## Збереження
МСОП класифікує стан збереження цього виду як близький до загрозливого. За оцінками дослідників, популяція палауських дрімлюг становить від 1000 до 2500 птахів. Їм може загрожувати поява на островах інвазивної змії — бурої бойги.